# Cheyenne Carron
Cheyenne Carron (Valence, 22 de mayo de 1976) es un directora de cine, guionista y productora francesa

## Biografía[1]
Nacida el 22 de mayo de 1976 en Valence, sus padres biológicos eran argelinos de origen cabilio. Fue abandonada a la edad de tres meses y posteriormente adoptada. Eligió su nombre en referencia a su hermano adoptivo pequeño, un indio guatemalteco. Su familia de acogida ha adoptado tres hijos además de dos hijos naturales.
Su madre adoptiva, católica, le inculcó valores cristianos, pero no fue bautizada hasta años más tarde. Algunas de sus películas tratan sobre inmigración, integración y convergencia de distintas religiones.

## Filmografía
- 2001: A une Madone
- 2005: Ecorchés
- 2009: Extase
- 2011: Ne nous soumets pas à la tentation (No nos sometas a la tentación)
- 2013: La Fille Publique
- 2014: L'Apôtre (El apóstol) - Nominada a Premios César
- 2015: Patries (Patrias)
- 2016: La Chute des Hommes
- 2017: La Morsure des Dieux
- 2018: Legio Patria Nostra  (Jeunesse aux cœurs ardents)
- 2019: Le Corps Sauvage
- 2020: Le Fils d'un Roi
- 2020: Le Soleil Reviendra
- 2021: Belleza del Mundo (La Beauté du Monde) - Nominada a Oscars Fan Favorite
- 2023: El Padre (Je m'abandonne à toi)
- 2024: Jacques Hammel : una vida para los otros (Que notre joie demeure)
- 2025 : El Padre 2 (L'Agneau)